# ماريان شيفد
ماريان شيفد (بالأوكرانية: Швед Мар'ян Васильович)‏ (مواليد 16 يوليو 1997) هو لاعب كرة قدم أوكراني يلعب كجناح أيمن لنادي سلتيك.

## روابط خارجية
- ماريان شيفد على موقع الاتحاد الأوربي (الإنجليزية)
- ماريان شيفد على موقع اتحاد أوكرانيا (الإنجليزية)
- ماريان شيفد على موقع قاعدة بيانات كرة القدم.إي يو (الإنجليزية)
- ماريان شيفد على موقع ناشيونال فوتبول تيمز (الإنجليزية)
- ماريان شيفد على موقع Soccerbase.com (لاعب) (الإنجليزية)
- ماريان شيفد على موقع Soccerway.com (الإنجليزية)
- ماريان شيفد على موقع عالم كرة القدم.نت (الإنجليزية)
- ماريان شيفد على موقع AS.com (الإسبانية)